# Спеціальна загальноосвітня школа-інтернат (Заліщики)
Заліщицька обласна школа-інтернат І—ІІ ступенів - державний освітній заклад для дітей з вадами розумового і фізичного розвитку, що надає загальну корекційно-відновлювальну освіту, соціальну допомогу та реабілітацію.

## Мета
Мета спеціальної школи-інтернату — розвиток і формування особистості, забезпечення соціально-психологічної реабілітації і трудової адаптації учня, виховання в нього загальнолюдських цінностей, громадянської позиції.

## Навчальний процес
Навчально-виховний процес закладу як спеціальної школи спрямований на підготовку дитини з інтелектуальною вадою до самостійного життя, де особливе місце посідає трудова реабілітація. В школі інтернаті створені всі необхідні умови для успішної професійно-трудової підготовки учнів. Вихованці мають змогу працювати в швейній і столярній майстернях, у навчальній теплиці, також за бажанням після закінчення школи можуть пройти курсову професійну підготовку за професіями «Швачка» та «Взуттьовик з ремонту взуття».
[недоступне посилання з липня 2019]

## Культурне життя школи
На даний час школа нараховує 130 учнів, які активно залучені до навчально-виховного процесу. Вихованці школи є постійними учасниками культурно-масових виховних заходів, демонструючи свої таланти, брали участь в обласному турі Всеукраїнського конкурсу талановитої молоді «Звичайне диво», у всеукраїнському конкурсі малюнка «Великодні візерунки», організованому Благодійним фондом "Товариство «Приятелі дітей» м. Київ. Неодноразово показували свої спортивні досягнення на районних, обласних та всеукраїнських змаганнях, організованих Інваспортом, були переможцями всеукраїнських змагань «Повір у себе».
[недоступне посилання з липня 2019]

## Керівництво
Директор — Миронюк Богдан Степанович — вчитель географії вищої кваліфікаційної категорії, педагогічний стаж — 32 роки. На цій посаді працює з 1996 року. За час роботи в школі-інтернаті показав себе вмілим, ініціативним, знаючим та творчим педагогом, у керівній роботі відрізняється господарністю, високою організованістю, професійністю у вирішенні питань, гуманністю та вимогливістю до колег по роботі, дбайливим ставленням про своїх вихованців. Богдан Степанович ,переконаний, що допомагаючи дітям, суспільство стане добрішим і милосерднішим. Тому саме дитина, дитина з вадою, дитина з особливим сприйняттям світу є центром уваги у його роботі. В цьому переконує і веде за собою педагогічний колектив. За свої досягнення неодноразово нагороджений грамотами управління освіти і науки Тернопільської облдержадміністрації, також у 2007 році нагороджений грамотою Верховної Ради України за заслуги перед українським народом. Миронюк Б. С. є і активним громадським діячем, є депутатом Тернопільської обласної ради V скликання.

## Педагогічний колектив
У навчально-виховному процесі зайняті 59 вчителів та вихователів, кваліфікаційний рівень яких становить:
- «Вища кваліфікаційна категорія» — 28;
- «І кваліфікаційна категорія» — 8;
- «ІІ кваліфікаційна категорія» - 10;
- «Спеціаліст» — 9;
- «Молодший спеціаліст» — 4.

З них мають звання:
- «Вчитель-методист» — 4;
- «Старший вчитель» — 2;
- «Вихователь-методист» — 2;
- 6 — нагороджені державними нагородами.

Результативно і з високою професійністю працюють педагоги — Мартинюк В. М. — заступник директора з виховної роботи, Овчарук Т. Є. — заступник директора з навчально-виховної роботи, Дмитренко Н. Д. — вихователь, Юрків І. Г. — вихователь, Ясінський З. Є. — вчитель столярної справи, Присяжнюк Т. Я. — вчитель початкових класів, Дрозд О. Д. — вчитель швейної справи, Мельник О. М. — вчитель української мови, Юрчишин І. В. — вчитель фізкультури, Хім'як М. П. — вихователь, Іванська Г. М. — вихователь, Скакун С. М. — вихователь.
Педагогами школи організований і проведений обласний семінар вчителів-логопедів, районний семінар вчителів початкових класів.
Досвідчені вчителі і вихователі друкують свої педагогічні надбання у фаховому журналі «Українська мова і література в школі», газеті «Розкажіть онуку», газеті «Психолог» та ін.

## Наукова співпраця
З метою покращення навчально-виховного та корекційно-реабілітаційного процесу у школі-інтернаті, підвищення якості дефектологічної підготовки спеціалістів обумовлена співпраця з кафедрою логопедії та спеціальних методик Кам'янець — Подільського національного університету ім. І.Огієнка, яка передбачає створення умов для науково-педагогічних досліджень, впровадження їх у навчально-виховний та реабілітаційний процес навчального закладу.

## Інфраструктура
Колектив навчального закладу постійно працює над створенням сучасних умов для навчання і проживання учнів. В школі обладнано 11 класних кімнат, кабінет соціально-побутового орієнтування, логопедичний кабінет, кабінет психолога, кабінет сільського господарства, природознавства (географії). До послуг вихованців швейна, столярна майстерня, майстерня з ремонту взуття, навчальна теплиця, спортивний зал, зал лікувальної фізкультури, бібліотека. На сучасному рівні облаштовано і побут вихованців: затишні спальні кімнати, гардероби, кімнати особистої гігієни, кімната догляду за одягом, зручні туалети. У 2008 році завершена реконструкція корпусу медичного ізолятора із новим сучасним обладнанням.

## Міжнародна співпраця
Налаштована співпраця з Цєшинським спеціальним освітньо-виховним закладом (Польща), понад 10 років триває співпраця з «Робоча група Україна» (Бельгія).

## Адреса
- 48600, м. Заліщики, Тернопільська область, вул. С. Бандери 68